# فلیرش
فلیرش (به آلمانی: Flirsch) یک منطقهٔ مسکونی در اتریش است که در ناحیه لاندک واقع شده‌است. فلیرش ۳۱٫۰۵ کیلومتر مربع مساحت دارد ۱٬۱۵۴ متر بالاتر از سطح دریا واقع شده‌است.